# Morata
Morata es una pequeña pedanía perteneciente al municipio de Lorca en la Región de Murcia, España. Situada al sureste de Lorca, justo al pie de la Sierra de la Almenara y enclavada entre otras pedanías lorquinas como son Ramonete la Atalaya (Mazarrón) y Campo López. Cuenta con tres núcleos de población: Morata y otras dos pequeñas agrupaciones, Puerto Muriel y Ugejar.
La población de Morata se encuentra prácticamente diseminada. Suma un total de 304 habitantes, y vecinos, se ha producido producido una salida importante de población joven hacia la localidad de Mazarrón, de la cual solo dista 17 km. Esta migración tiene su contrapartida en la gran cantidad de mano de obra inmigrante que vive y trabaja aquí, principalmente ecuatorianos y magrebíes.
Es una zona agrícola por excelencia. Otros cultivos van perdiendo parte de su importancia, como el almendro y el olivo, en los barrancos y quebradas donde se puede aprovechar la escasa agua del manantial.
Hay una gran cantidad de lugares que no se pueden dejar de visitar en Morata, todos ellos relacionados con la naturaleza en su más íntimo esplendor. Son lugares sin explotar, como Viquejos, Los Loberos o el Barranco del Corral, junto con toda la Sierra de la Almenara y, por supuesto, el pico del Talayón.